# Jeroen Noomen
Jeroen Noomen (Baarn, 14 april 1966) is een Nederlands schaker. Daarnaast is hij werkzaam als tester bij een pensioenspecialist. 
Sinds 1979 is Noomen intensief betrokken bij het computerschaken. Hij steunde Ed Schröder met adviezen betreffende het REBEL-computerschaakprogramma. Hij analyseerde veel partijen die door Rebel gespeeld werden en hij heeft de openingsboeken van de laatste jaren op zijn naam staan. Noomen maakte het openingsboek van het schaakprogramma Rybka. 
In mei 2021 werd hij, samen met GM Matthew Sadler, lid van het team dat de samenstelling verzorgde van het openingenboek dat werd gebruikt bij het Top Chess Engine Championship, met deelnemende programma's met Elo-niveau 3000 en hoger.